# Oberroßla
Oberroßla ist ein Teil von Oberroßla/Rödigsdorf, einem Ortsteil der Stadt Apolda im Landkreis Weimarer Land in Thüringen.

## Lage
Oberroßla liegt am westlichen Rand der Kernstadt Apolda und an der Bundesstraße 87 sowie am Südostrand des Thüringer Beckens. Die Gemarkung befindet sich auf besten Ackerböden mit hohem Ertragsniveau. Am Nordrand der Flur fließt die Ilm. Begrünte Erosionsrinnen lockern die Landschaft auf. Der Ort liegt am Ilmtal-Radweg.

## Geschichte
Im Jahr 1242 wurde das Dorf erstmals urkundlich erwähnt. Im Ortsteil geht man von 1297 aus. Der Ort gehörte seit Mitte des 15. Jahrhunderts zum ernestinischen Amt Roßla, welches 1572 zu Sachsen-Weimar, 1603 zu Sachsen-Altenburg, 1672 wieder zu Sachsen-Weimar und 1741 zu Sachsen-Weimar-Eisenach kam. Bei der Verwaltungsreform des Großherzogtums Sachsen-Weimar-Eisenach kam der Ort 1850 zum Verwaltungsbezirk Weimar II (Verwaltungsbezirk Apolda).
Johann Wolfgang von Goethe besaß von 1798 bis 1803 ein Freigut in Oberroßla, welches später durch einen Brand vernichtet wurde. 1858 wurde auf den Grundmauern des Gutshauses der Gasthof „Zum Schlosshof“ erbaut. Die Kellergewölbe (Gemüsekeller und Milchgewölbe) sind heute noch erhalten.
Am 14. März 1974 wurde Rödigsdorf nach Oberroßla eingemeindet. Am 4. Februar 1994 fand die Eingemeindung dieser Gemeinde nach Apolda statt. Das Dorf war landwirtschaftlich geprägt und wird immer mehr zur Stadt mit ländlichem Charakter.

## Sehenswürdigkeiten
- Goethequelle und Goethebirnbaum (ein alter Margaretenbirnbaum) im früheren Gutsgarten
- Dorfkirche aus dem 18. Jahrhundert
- Denkmal der Gefallenen von der Schlacht bei Sedan
- Gedenkstein für die Opfer des Ersten Weltkrieges

## Persönlichkeiten
- Johann Gottlieb Preller (1727–1786), Kantor, Komponist und Landvermesser
- Carl Ludwig Reimann (1802–1878), Mediziner und Arzt
- Annerose Neumann (1935–2016), erste Nachrichtensprecherin im deutschen Fernsehen